# Дама која убија
Дама која убија је југословенски филм снимљен 1992. године који је режирао Зоран Чалић, а сценарио је писао Драган Чалић. То је четврти наставак филмског серијала Ћао, инспекторе.

## Радња
Боки и Пајко су направили озбиљан преступ. На изборима су гласали за опозицију.
Командир, у жељи да их врати на прави пут, шаље их у затвор са задатком да проуче књигу "Револуција и војна мисао" друга Едварда Кардеља.
Док они проучавају литературу, у дому културе се организује предавање о сиди. Након предавања, командир их пушта на слободу.
Сутрадан, командир добија информацију да се спрема шверц оружја у хотелу Лепенски Вир. Банда, која се бави шверцом, сачињена је од жена.
Знајући, како ће на крају и сам рећи, из искуства какви су Боки и Пајко по питању жена, он измишља причу да су лепотице заражене сидом и да хоће да униште српски народ. 
Командир, прерушен у купца оружја, одлази у хотелску собу са две лепотице а Боки и Пајко одлазе да провере да ли ће да се зарази сидом. С обзиром на то да су то успели да закључе, они врше кадровске промене у својој станици (Боки постаје командир). Међутим, командир се изненада враћа жив и здрав. Мало после стиже писмо из хотела Лепенски Вир због кога Боки и Пајко одлазе поново у затвор како се филм завршава.

## Улоге
| Глумац                   | Улога             |
| ------------------------ | ----------------- |
| Велимир Бата Живојиновић | Боки              |
| Боро Стјепановић         | Пајко             |
| Драгомир Бојанић Гидра   | Дон Корнелоне     |
| Снежана Савић            | Силвија           |
| Никола Ангеловски        | Командир милиције |
| Јован Јанићијевић Бурдуш | Јова              |
| Нада Блам                | Нада              |
| Љиљана Шљапић            | Зага              |
| Слободан Бода Нинковић   | доктор            |
| Весна Вукелић Венди      | девојка 1         |
| Буба Мирановић           | девојка 2         |